# Harmothoe cornuta
Harmothoe cornuta är en ringmaskart som först beskrevs av Thomas Henry Potts 1910.  Harmothoe cornuta ingår i släktet Harmothoe och familjen Polynoidae. Inga underarter finns listade i Catalogue of Life.